# Blue Valentine (album)
Blue Valentine è il sesto album in studio del cantautore statunitense Tom Waits, inciso nel 1978.

## Tracce
Tutte le canzoni, eccetto dove indicato, sono state scritte da Tom Waits
1. Somewhere - 3:53 - (da West Side Story)(musica: Leonard Bernstein, testo: Stephen Sondheim)
2. Red Shoes By The Drugstore - 3:14
3. Christmas Card From A Hooker In Minneapolis - 4:33
4. Romeo Is Bleeding - 4:52
5. $29.00 - 8:15
6. Wrong Side Of The Road - 5:14
7. Whistlin' Past The Graveyard - 3:17
8. Kentucky Avenue - 4:49
9. Sweet Little Bullet From A Pretty Blue Gun - 5:36
10. Blue Valentines - 5:49